# Å (Lavangen)
Å es un pueblo en el municipio de Lavangen en Troms, Noruega. Está en la costa norte del Lavangsfjorden a 4 km de Tennevoll y a 52 km al este de Harstad.
Tiene 79 habitantes. La parte sur se denomina Soløy y es sede de la iglesia de Lavangen.

## Etimología
La primera mención de Å fue en 1610 ("Aa"). Viene del nórdico antiguo á, que significa "río pequeño"